# Kościół Wniebowzięcia Najświętszej Marii Panny w Humaniu
Kościół Wniebowzięcia Najświętszej MarIi Panny w Humaniu – zabytkowy klasycystyczny rzymskokatolicki kościół znajdujący się przy ul. Kyzyła 2 w mieście Humaniu, w obwodzie czerkaskim na Ukrainie. Dwie wieży świątyni na frontonie zostały zniszczone przez władzę bolszewicką w okresie sowieckim.
Ówczesny właściciel Humania wojewoda kijowski Franciszek Salezy Potocki (1700-1772) ufundował w 1748 pierwotny drewniany kościół w mieście. Jego syn, kolejny właściciel Humania Stanisław Szczęsny Potocki rozpoczął 1780 budowę nowego murowanego kościoła.
15 sierpnia 1826 kościół został konsekrowany, prawdopodobnie przez biskupa Kacpra Kazimierza Cieciszowskiego. 
Pod naciskiem społeczności władze miasta zgodziły się wyremontować zabytek i w 1974 przekazały go na pierwszą w obwodzie czerkaskim galerię sztuki.

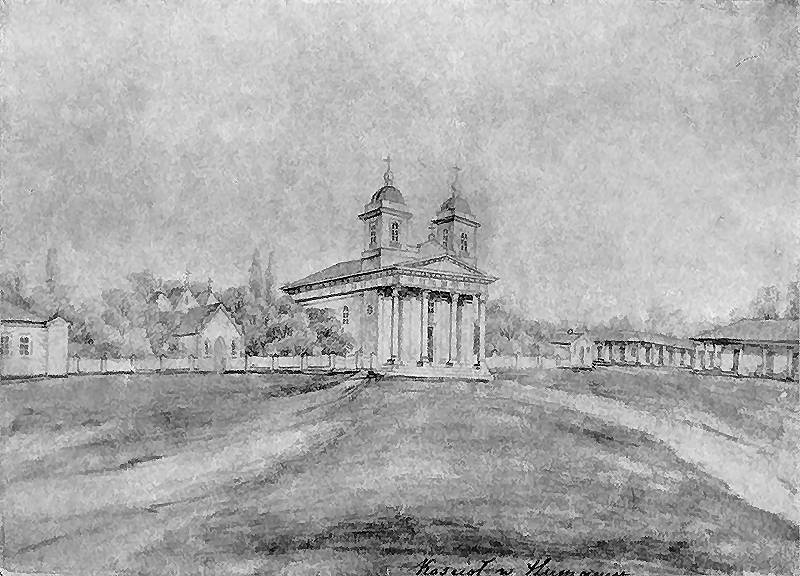
Widok kościoła, Napoleon Orda